# Anastrophyllum ellipticum
Anastrophyllum ellipticum là một loài rêu trong họ Anastrophyllaceae. Loài này được Inoue mô tả khoa học đầu tiên năm 1978.